# 熊德荣
熊德荣（1950年—），湖北通城人，汉族，中华人民共和国政治人物、第十一届全国人民代表大会湖北地区代表。
毕业于山东建工学院土木建筑工程专业，是中共党员。担任中国建筑第三工程局原党委书记、董事长。2008年起担任全国人大代表。